# 背包客

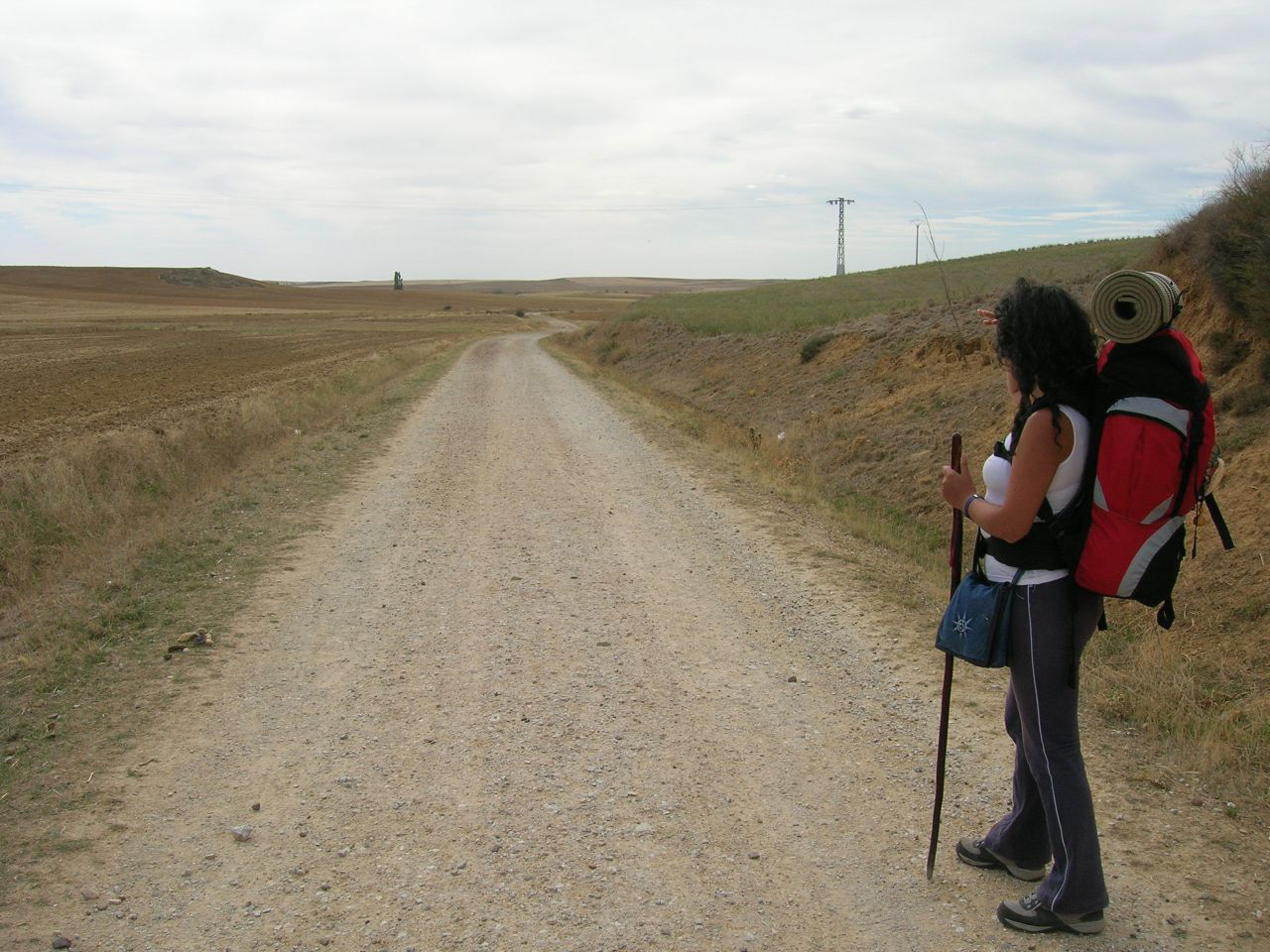
西班牙背包客

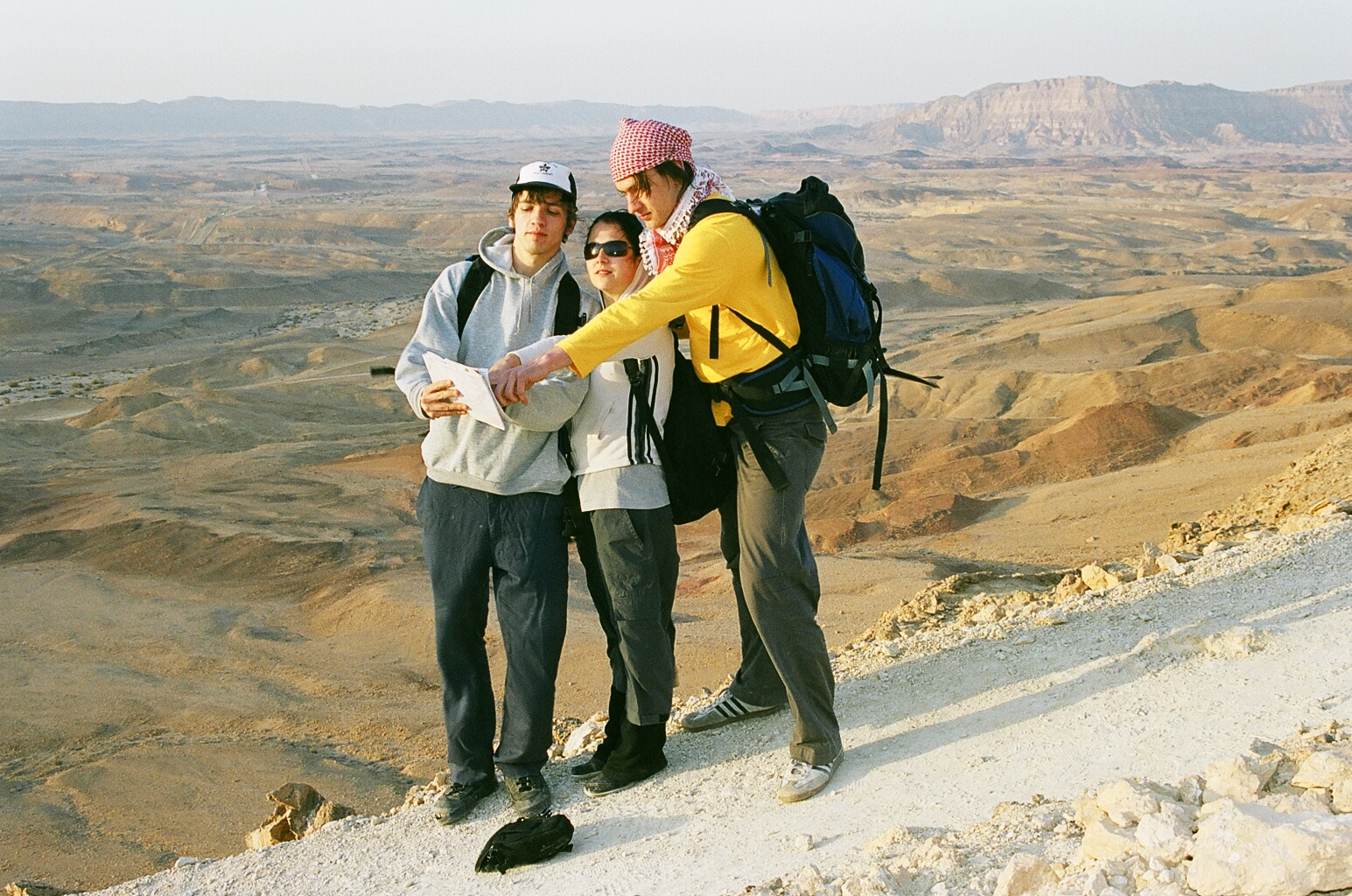
以色列背包客

背包客（英語：backpacker，衍生自一詞），就是背著背包做長途自助旅行的人，被稱呼為背包客的旅行者往往是在有限的預算下進行旅行活動，所以他們對於旅行的規劃、景點的獨到之處也常有自成一派的見解。在旅遊界裡，拥有丰富經驗的背包客往往相當受人关注，此外，目前背包客也能泛指登山、露營、冒險活動的戶外活動參與者。類似旅遊形式還有沙發客，以低預算甚至免費的形式進行旅遊。
与背包客一詞廣泛運用的还有其他类似的词，例如中國大陸多稱呼為驢友，是旅遊愛好者自稱或尊稱對方的名詞，因為驢子能馱能背，吃苦耐勞，所以，也常被愛好者作為自豪的資本之一。驴友一般喜结伴出行，有的准备帐篷、睡袋，露宿在山间旷野。另一种说法是，取自“旅友”的谐音，即旅行之友的意思。台灣多稱呼他們為自助旅行玩家或自助旅遊者，香港則以英文Backpacker直接稱呼他們。

## 文化
背包客文化中的一個特色就是「團體性」，不論是住在有自助廚房以及共用電視廳的青年旅館、與他人共乘交通工具或是一起購買車票，最重要的是分享彼此的經驗，這樣的資訊交流使得諸多背包客們能夠從互相學習，同時能夠省錢，得到的資訊甚至比閱讀孤独星球出版的旅遊書（常被引用，被認為是世界最大的私人旅遊指南出版社）都還要新還要多。
第二個特色就是「真實」。自助旅行不是一段假期，而是一種學習，背包客們總希望能夠體驗到當地最真實的風俗民情，而不是旅遊業包裝下的套裝行程，因此背包客有時也被冠上「反觀光客」的封號。
第三個特色是短時間內「積極體驗當地生活」，嘗試以最直接的方式向當地母語使用者學習聽說口語接收表達能力(這也是最初人類學習語言的方式，先學習聽再學習說)，並瞭解當地傳統市集的經濟動態與當地國家的產業結構。

## 外部連結
- 維基導遊